# Drymusa armasi
Espèce
Drymusa armasi est une espèce d'araignées aranéomorphes de la famille des Drymusidae.

## Distribution
Cette espèce est endémique de la province de Santiago de Cuba à Cuba,,. Elle se rencontre vers Santiago de Cuba sur le Gran Piedra.

## Description
La carapace de la femelle holotype mesure 2,65 mm de long sur 2,05 mm et l'abdomen 2,85 mm de long sur 2,20 mm.
La carapace du mâle décrit par Alayón en 1987 mesure 2,25 mm de long sur 1,85 mm et l'abdomen 2,30 mm de long sur 2,00 mm.

## Systématique et taxinomie
Cette espèce a été décrite par Alayón en 1981.

## Étymologie
Cette espèce est nommée en l'honneur de Luis F. de Armas.

## Publication originale
- Alayón, 1981 : « El género Drymusa (Araneae: Loxoscelidae) en Cuba. » Poeyana, no 219, p. 1-19.